# Seuneubok Teungoh (Smk)
Seuneubok Teungoh (Smk) is een bestuurslaag in het regentschap Aceh Timur van de provincie Atjeh, Indonesië. Seuneubok Teungoh (Smk) telt 344 inwoners (volkstelling 2010).